# Patrik Jensen

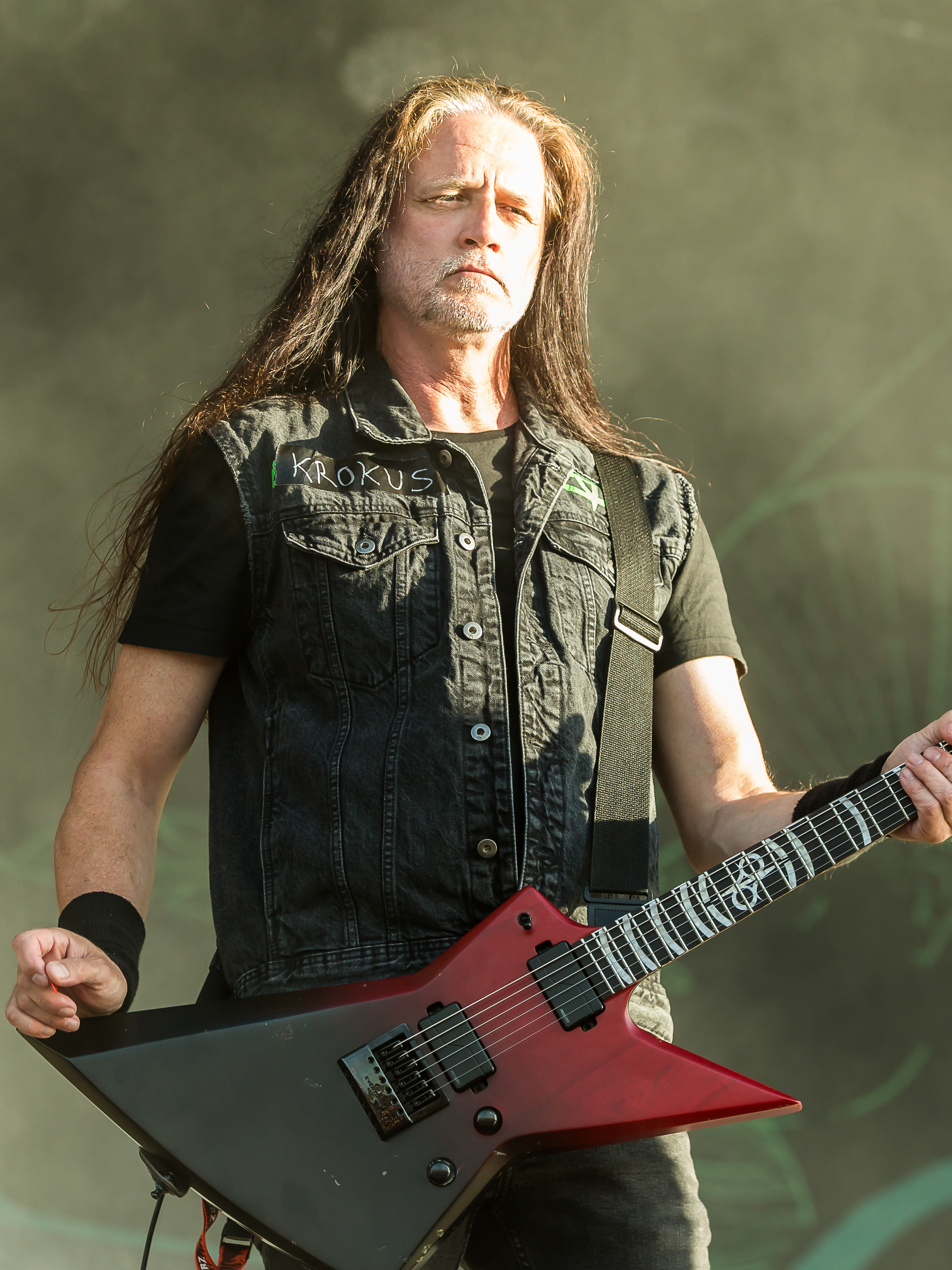
Patrik Jensen (2024)

Patrik Niels Jensen (* 24. November 1969 in Edmonton, Kanada) ist ein schwedischer Gitarrist. Er ist Mitglied der Metal-Bands The Haunted und Witchery.

## Werdegang
Jensen wurde in Kanada geboren und lebte bis zu seinem zehnten Lebensjahr in Edmonton. Im Alter von sieben Jahren erhielt er seine erste Gitarre, begann aber erst mit 16 Jahren ernsthaft zu spielen.
Ende der 1980er Jahre spielte Jensen in der Band Orchriste, die es jedoch nur auf ein Demo brachte. Im Jahre 1990 wurde aus Orchriste die Band Seance, mit der Jensen zwei Studioalben veröffentlichte. Jensen war im Jahre 1996 Gründungsmitglied der Thrash-Metal-Band The Haunted, mit der er seitdem zehn Studioalben veröffentlichte. Die Alben The Haunted Made Me Do It und One Kill Wonder wurden jeweils mit dem schwedischen Musikpreis Grammis in der Kategorie Hardrock/Metal ausgezeichnet. Darüber hinaus erhielten The Haunted zwei weitere Nominierungen für die Alben The Dead Eye und Unseen. Bei den Metal Hammer Awards 2013 wurde Jensen in der Kategorie God of Riffs nominiert. Im Jahre 1997 war Jensen außerdem Gründungsmitglied der Band Witchery, mit der er sieben Alben veröffentlichte.
Neben seinen beiden Bands trat Jensen mehrfach als Livemusiker in Erscheinung, unter anderem für die Band Brujeria, Machine Head, In Flames, At the Gates und The Halo Effect.

## Diskografie
| mit The Haunted mit Witchery | mit Seance - 1992: Fornever Laid to Rest - 1993: Saltrubbed Eyes | mit Satanic Slaughter - 1995: Satanic Slaughter - 1996: Land of the Unholy Souls |